# Fusiconia
Fusiconia là một chi rêu trong họ Aulacomniaceae.